# Mallorca Championships 2023 - Qualificazioni singolare
Le qualificazioni del singolare maschile del Mallorca Championships 2023 sono state un torneo di tennis preliminare per accedere alla fase finale della manifestazione. I vincitori dell'ultimo turno sono entrati di diritto nel tabellone principale. In caso di ritiro di uno o più giocatori aventi diritto a questi sono subentrati i lucky loser, ossia i giocatori che hanno perso nell'ultimo turno ma che avevano una classifica più alta rispetto agli altri partecipanti che avevano comunque perso nel turno finale.

## Teste di serie
1. Arthur Rinderknech (ultimo turno, lucky loser)
2. Dominik Koepfer (ritirato)
3. Roman Safiullin (qualificato)
4. Pavel Kotov (ultimo turno, lucky loser)

1. Abedallah Shelbayh (qualificato)
2. Li Tu (qualificato)
3. Alex Michelsen (ultimo turno, lucky loser)
4. Michael Geerts (primo turno)

## Qualificati
1. Abedallah Shelbayh
2. Lloyd Harris

1. Roman Safiullin
2. Li Tu

### Lucky loser
1. Arthur Rinderknech
2. Pavel Kotov

1. Alex Michelsen

## Tabellone

### Legenda
| - Q = Qualificato - WC = Wild card - LL = Lucky loser | - ALT = Alternate - SE = Special Exempt - PR = Protected Ranking | - w/o = Walkover - r = Ritirato - d = Squalificato |

### Sezione 1
|  | Primo turno | Primo turno        | Primo turno        | Primo turno | Primo turno |  |  | Ultimo turno | Ultimo turno       | Ultimo turno | Ultimo turno | Ultimo turno |  |
|  |             |                    |                    |             |             |  |  |              |                    |              |              |              |  |
|  | 1           | Arthur Rinderknech | 3                  | 6           | 6           |  |  |              |                    |              |              |              |  |
|  | Alt         | Rudolf Molleker    | 6                  | 1           | 4           |  |  | 1            | Arthur Rinderknech | 6            | 65           | 4            |  |
|  |             | Daniel Rincón      | Daniel Rincón      | 3           | 2           |  |  | 5            | Abedallah Shelbayh | 4            | 7            | 6            |  |
|  | 5           | Abedallah Shelbayh | Abedallah Shelbayh | 6           | 6           |  |  |              |                    |              |              |              |  |

### Sezione 2
|  | Primo turno | Primo turno    | Primo turno    | Primo turno | Primo turno |  |  | Ultimo turno | Ultimo turno   | Ultimo turno | Ultimo turno | Ultimo turno |  |
|  |             |                |                |             |             |  |  |              |                |              |              |              |  |
|  | Alt         | Lloyd Harris   | 63             | 6           | 6           |  |  |              |                |              |              |              |  |
|  | WC          | Jiří Veselý    | 7              | 3           | 3           |  |  | Alt          | Lloyd Harris   | 61           | 6            | 6            |  |
|  |             | Daniel Masur   | Daniel Masur   | 5           | 4           |  |  | 7            | Alex Michelsen | 7            | 4            | 1            |  |
|  | 7           | Alex Michelsen | Alex Michelsen | 7           | 6           |  |  |              |                |              |              |              |  |

### Sezione 3
|  | Primo turno | Primo turno          | Primo turno          | Primo turno | Primo turno |  |  | Ultimo turno | Ultimo turno    | Ultimo turno | Ultimo turno | Ultimo turno |  |
|  |             |                      |                      |             |             |  |  |              |                 |              |              |              |  |
|  | 3           | Roman Safiullin      | Roman Safiullin      | 7           | 6           |  |  |              |                 |              |              |              |  |
|  |             | Alejandro Moro Cañas | Alejandro Moro Cañas | 5           | 1           |  |  | 3            | Roman Safiullin | 7            | 4            | 7            |  |
|  |             | James McCabe         | 6                    | 3           | 7           |  |  |              | James McCabe    | 5            | 6            | 65           |  |
|  | 8           | Michael Geerts       | 3                    | 6           | 64          |  |  |              |                 |              |              |              |  |

### Sezione 4
|  | Primo turno | Primo turno       | Primo turno       | Primo turno | Primo turno |  |  | Ultimo turno | Ultimo turno | Ultimo turno | Ultimo turno | Ultimo turno |  |
|  |             |                   |                   |             |             |  |  |              |              |              |              |              |  |
|  | 4           | Pavel Kotov       | Pavel Kotov       | 6           | 7           |  |  |              |              |              |              |              |  |
|  | WC          | Fernando Verdasco | Fernando Verdasco | 1           | 65          |  |  | 4            | Pavel Kotov  | Pavel Kotov  | 65           | 2            |  |
|  |             | Steven Diez       | Steven Diez       | 4           | 3           |  |  | 6            | Li Tu        | Li Tu        | 7            | 6            |  |
|  | 6           | Li Tu             | Li Tu             | 6           | 6           |  |  |              |              |              |              |              |  |